# Kyle Mills
Kyle Mills (* 1966 in Oregon) ist ein US-amerikanischer Thriller-Autor.

## Leben
Mills wuchs in Oregon auf, lebte jedoch auch schon in Virginia, Maryland, Wyoming und London. Sein Vater war ein FBI-Agent. So kam er schon früh mit den Dingen in Berührung, die auf Jungen eine gewisse Faszination ausüben. Die Jagd auf Verbrecher und die Abläufe beim FBI. Nachdem er das Collage abgeschlossen hatte, wollte er eigentlich einen Beruf in einem Unternehmen erlernen und träumte von einem eigenen Auto und einem großen Haus. Doch er konnte sich für keinen dieser Jobs wirklich begeistern, fuhr stattdessen in einem Jeep herum und lebte in einem kleinen Häuschen in Baltimore. Im College hatte er einen Artikel über die Kletterei gelesen und sich entschlossen dieses einmal auszuprobieren. So fuhr er in den 1990er Jahren nach West Virginia und ließ sich ein Wochenende lang ausbilden. Diesem Hobby ist er treu geblieben. Beim Klettern begegnete er seiner späteren Frau Kim. Sie entschlossen sich gemeinsam nach Wyoming zu ziehen. Die Menschen, denen er dort begegnete, inspirierten und faszinierten ihn.
Mills war bei einer kleinen Bankfiliale in Jackson Hole angestellt, vermittelte in der Woche Kredite und verbrachte die Wochenenden mit dem Klettern. Er stellte fest, dass er noch nie etwas künstlerisches gemacht hatte. Daher kam ihm die Idee, dass er etwas an seinem Leben verändern wollte. Zunächst dachte er daran, eigene Möbel zu entwerfen und herzustellen. Allerdings fehlte ihn das nötige Geschick, so dass seine Frau ihn auf die Idee brachte, einen Roman zu schreiben. Acht Monate darauf hatte er sein erstes Buch Phoenix Rising fertiggestellt. Inzwischen kann er von der Schriftstellerei seinen Lebensunterhalt bestreiten.

## Werke (Auswahl)

### Reihe FBI-Agent Mark Beamon
- 1997: Rising Phoenix
  - Der Auftrag. Auf Deutsch von Hans Schuld. Heyne, München 2004, ISBN 3-453-87771-3.
- 1998: Storming Heaven
  - Die Spur. Auf Deutsch von Hans Schuld. Heyne, München 2005, ISBN 3-453-43014-X.
- 2000: Free Fall
  - Die Geheimakte. Auf Deutsch von Bea Reiter. Heyne, München 2006, ISBN 3-453-43110-3.
- 2002: Sphere of Influence
  - Die Organisation. Auf Deutsch von Norbert Jakober. Heyne, München 2006, ISBN 3-453-43112-X.
- 2007: Darkness Falls
  - Global Warning. Auf Deutsch von Bea Reiter. Heyne, München 2008, ISBN 3-453-43345-9.

### Reihe Covert One / Jon Smith
Kyle Mills hat an der Covert-One-Reihe, die auf unveröffentlichtem Material von Thriller-Autor Robert Ludlum basieren soll, mitgearbeitet und insgesamt drei Bände veröffentlicht.
- 2009: The Ares Decision
  - Die Ares-Entscheidung, Band 8, Heyne, München 2012, ISBN 978-3-453-81142-3.
- 2013: The Utopia Experiment
  - Das Galdiano-Experiment, Band 10, Heyne, München 2014, ISBN 978-3-453-43423-3.
- 2015: The Patriot Attack
  - Die Nano-Invasion, Band 12, Heyne, München 2017, ISBN 978-3-453-43908-5.

### Reihe CIA-Agent Mitch Rapp
Der Thriller-Autor Vince Flynn erfand die Reihe um CIA-Agent Mitch Rapp und schrieb insgesamt 13 Bände. Er verstarb im Jahr 2013. Ab 2015 führte Kyle Mills die Reihe weiter.
- 2015: The Survivor
  - Die Abrechnung (2018), Band 14
- 2016: Order to Kill
  - Tod auf Bestellung (2018), Band 15
- 2017: Enemy of the State
  - Der Verräter (2019), Band 16
- 2018: Red War
  - Die Invasion (2019), Band 17
- 2019: Lethal Agent
  - Die Pandemie (2021), Band 18
- 2020: Total Power
  - In die Finsternis (2021), Band 19
- 2021: Enemy at the Gates
  - Der Feind im Nacken (2023), Band 20
- 2022: Oath of Loyalty
  - Der Treueschwur (2024), Band 21
- 2023: Code Red
  - Code Red – Zwischen den Fronten (2025), Band 22

Im Februar 2023 veröffentlichte Kyle Mills die Information, dass Code Red (Band 22) sein letzter Mitch-Rapp-Roman sei und der Schriftsteller Don Bentley die Reihe weiterführen werde.

### Weitere Werke
- 2001: Burn Factor
  - Die Jägerin. Auf Deutsch von Bea Reiter. Heyne, München 2009, ISBN 978-3-453-43357-1.
- 2003: Smoke Screen
  - Das Abkommen. Auf Deutsch von Bea Reiter. Heyne, München 2007, ISBN 978-3-453-43221-5.
- 2004: Fade
  - Die letzte Mission. Auf Deutsch von Bea Reiter. Heyne, München 2005, ISBN 3-453-43140-5.
- 2006: The Second Horseman
  - Die Vergeltung. Auf Deutsch von Norbert Jakober. Heyne, München 2007, ISBN 3-453-43081-6.
- 2009: Lords of Corruptio
  - Blutige Erde. Auf Deutsch von Martin Ruf. Heyne, München 2010, ISBN 978-3-453-43504-9.
- 2011: The Immortalists
  - Die Unvergänglichen. Auf Deutsch von Kerstin Fricke. Amazon Crossing, Seattle 2013, ISBN 978-1611097863.